# Caryll Molyneux
Caryll Molyneux, 3e vicomte Molyneux (1622 ou 1623 - 1700) est un pair irlandais. 

## Biographie
Il est le fils cadet de Richard Molyneux (1er vicomte Molyneux) (en) et de Mary Caryll, fille de sir Thomas Caryll de Bentone dans le Sussex. Il hérite le titre de son frère aîné, Richard Molyneux (2e vicomte Molyneux) (en), en 1654. Il épouse Mary Barlow, fille de Sir Alexander Barlow de Barlow (frère aîné du martyr catholique Ambrose Barlow) et de sa femme Dorothy Gresley, dont il a un fils survivant, William, et cinq filles, Mary, Frances, Margaret, Anne et Elizabeth. 
Il rejoint l'armée royaliste au début de la Première révolution anglaise et sert avec son frère dans le régiment du Lancashire, essentiellement catholique, lors de presque tous les combats de Manchester (1642) à Worcester (1651). Après la mort de son frère en 1654, il lui succède comme vicomte et comme connétable du château de Liverpool. Cavalier catholique bien connu, il est durement traité par les vainqueurs et les domaines familiaux ont souffert. 
Ce n’est que sous le règne de Jacques II que la situation de Molyneux s'améliore. Il est nommé Custode Rotulorum du Lancashire (1685-1689), Lord Lieutenant du Lancashire (1687-1688) et amiral des mers étroites, et est l'un des rares qui se sont battus avec succès du côté de Jacques contre le prince d'Orange, s'emparant de Chester et la conservant jusqu'à ce que toute résistance supplémentaire soit vaine. Après avoir utilisé le château pour entreposer des armes, il est arrêté pour une accusation de trahison inventée pour une rébellion présumée jacobite appelée "Le complot du Lancashire". Avec d'autres catholiques, il est emprisonné dans la tour de Londres, mais acquitté en 1694. Cependant, il ne retrouve pas son poste de connétable et le château est loué aux bourgeois, qui sont autorisés en 1704 par la Couronne à le détruire. 
Après la mort du vicomte Molyneux à Croxteth en 1700, son titre passe à son fils unique, William Molyneux, le 4e vicomte Molyneux. 